# رولف فورسبرغ
رولف فورسبرغ (بالإنجليزية: Rolf Forsberg)‏ هو مخرج أمريكي، ولد في 12 يوليو 1925، وتوفي في 16 فبراير 2017.

## وصلات خارجية
- رولف فورسبرغ على موقع IMDb (الإنجليزية)
- رولف فورسبرغ على موقع أول موفي (الإنجليزية)
- رولف فورسبرغ على موقع قاعدة بيانات الفيلم (الإنجليزية)
- رولف فورسبرغ على موقع كينوبويسك (الروسية)